# Kristina Alsér
Kristina Marie Alsér, tidigare Schröder, född 7 november 1956 i Linköpings Sankt Lars församling, Östergötlands län, är en svensk ämbetsman och företagsledare.

## Karriär
Kristina Alsér har varit landshövding i Kronobergs län från 1 oktober 2007 till 30 september 2016 och var ordförande i Swentec. Hon har tidigare varit VD för Mercatus Engineering AB i Vimmerby. Hon invaldes 2011 som ledamot av Kungliga Ingenjörsvetenskapsakademien och 2017 i Smålands Akademi.